# Bronisław Rakowski
Pour les articles homonymes, voir Rakowski.
Bronisław Stanisław Rakowski est un officier général polonais né le 20 juin 1895 à Szczucin, Pologne et mort le 28 décembre 1950  à Buenos Aires, Argentine.

## Biographie
Il est à la tête du 12e régiment de uhlans de 1931 à 1936. Jusqu'au déclenchement de la guerre, il est responsable du Bureau historique de l'Armée. Le 12e uhlans faisait partie de la brigade de cavalerie commandée par le général Anders (dont il était un ami personnel).
Le colonel Rakowski était chef de l'état-major du front sud et de la défense de Lwów. Il avait « accompagné en avion le général Władysław Langner qui s'était rendu à Moscou pour des pourparlers. Les Soviétiques avaient tout promis, mais rien ne fut tenu ». Il eut l'occasion de rencontrer son ami le général Anders, alors hospitalisé. Fait prisonnier par les Soviétiques, il reste interné en Union Soviétique jusqu'en 1941.
Libéré sur la base de l'accord Sikorski-Maïski, il est de novembre 1941 à mars 1942 premier commandant du Centre d'Organisation de l’Armée polonaise en URSS, puis commandant de la 5e division d'infanterie des Confins. En 1941, il est promu au rang de général de brigade. De septembre 1942 à août 1943, il est chef d'état-major de l'armée polonaise à l'Est (Armée Anders), puis en janvier 1945 commandant de la 2e Brigade blindée, engagée dans  la campagne italienne du 2e Corps d'armée polonais. Cette brigade sera élevée au rang de division sous le nom de Division Varsovie.
En 1945-1947, il commande la 2e Division blindée Varsovie.
Après sa démobilisation, il a émigré en Argentine. Auteur de nombreux ouvrages sur l'histoire et les tactiques de cavalerie. Il est mort à Buenos Aires le 28 décembre 1950, a été enterré dans le cimetière à Quilmes Ezpeleta.

## Distinctions
- Croix d'argent et croix d'or de l'ordre militaire de Virtuti Militari
- Officier de l'ordre Polonia Restituta
- Croix de l'indépendance
- Officier de la Légion d'honneur
- Compagnon de l'ordre du Service distingué
- Commandeur de l'ordre des Saints-Maurice-et-Lazare